# Antoni Macoszek
Antoni Macoszek (ur. 20 maja 1867 w Milikowie, zm. 9 stycznia 1911 w Bielsku) – ksiądz katolicki, działacz społeczny, publicysta.

## Życiorys
Urodził się w rodzinie tkacza Jana i Marii z Cyhanów. Po maturze w gimnazjum w Cieszynie ukończył teologię w Ołomuńcu, gdzie też przyjął święcenia kapłańskie (1893). Pracował jako duszpasterz w Cierlicku, Pietwałdzie i Boguminie. Od 1901 pełnił funkcję pierwszego proboszcza w nowo założonej parafii pod wezwaniem NMP Wspomożenia Wiernych w Dziedzicach (dziś Czechowice-Dziedzice w woj. śląskim).
Był założycielem Czytelni Polskiej i Kasy Reiffeisena w Boguminie oraz współzałożycielem Polskiego Towarzystwa Ludoznawczego w Cieszynie (1901). Realizując pomysł ks. Macoszka w sierpniu 1903 r. Towarzystwo to zorganizowało w Cieszynie wystawę etnograficzną. Współpracował z ówczesnym redaktorem “Gwiazdki Cieszyńskiej”, ks. Józefem Londzinem. Sam był redaktorem “Posła Związku Śląskich Katolików”, miał również wpływ na profil “Zarania Śląskiego”. Działał w Dziedzictwie bł. Jana Sarkandra dla ludu polskiego na Śląsku oraz w Macierzy Szkolnej Księstwa Cieszyńskiego (od 1910 r. jako wiceprezes). W Dziedzicach założył Spółkę Spożywczą oraz Spółkę Drenarską, której był przewodniczącym.
Ks. Macoszek energicznie przeciwstawiał się germanizacji Śląska Cieszyńskiego. Pomimo nacisków władz dzieci polskie uczył religii po polsku. Był inicjatorem powołania Komitetu Obywatelskiego, który sprowadził z Krakowa siostry felicjanki. Od 1907 r. prowadziły one w Dziedzicach przytułek i ochronkę dla polskich dzieci.
Ks. Macoszek był autorem pierwszego polskiego przewodnika turystycznego po Śląsku Cieszyńskim, a w tym i śląskich Beskidach pt. Przewodnik po Śląsku Cieszyńskim wraz z opisem topograficzno-etnograficznym i szkicem dziejów Księstwa Cieszyńskiego (Lwów 1901) oraz aktywnym turystą i krajoznawcą, jednym z animatorów polskiej zorganizowanej turystyki na Śląsku Cieszyńskim. Wchodził w skład pierwszego zarządu Polskiego Towarzystwa Turystycznego “Beskid” w Cieszynie (1910). Był również autorem Odezwy w sprawie zebrania materiału do przedstawienia zasług duchowieństwa katolickiego na różnych polach życia ludu śląskiego (1905) oraz powieści pt. Pan Jezus na Krzyżu w kościele Panny Marii w Gdańsku wydanej przez Dziedzictwo bł. Jana Sarkandra (1907).

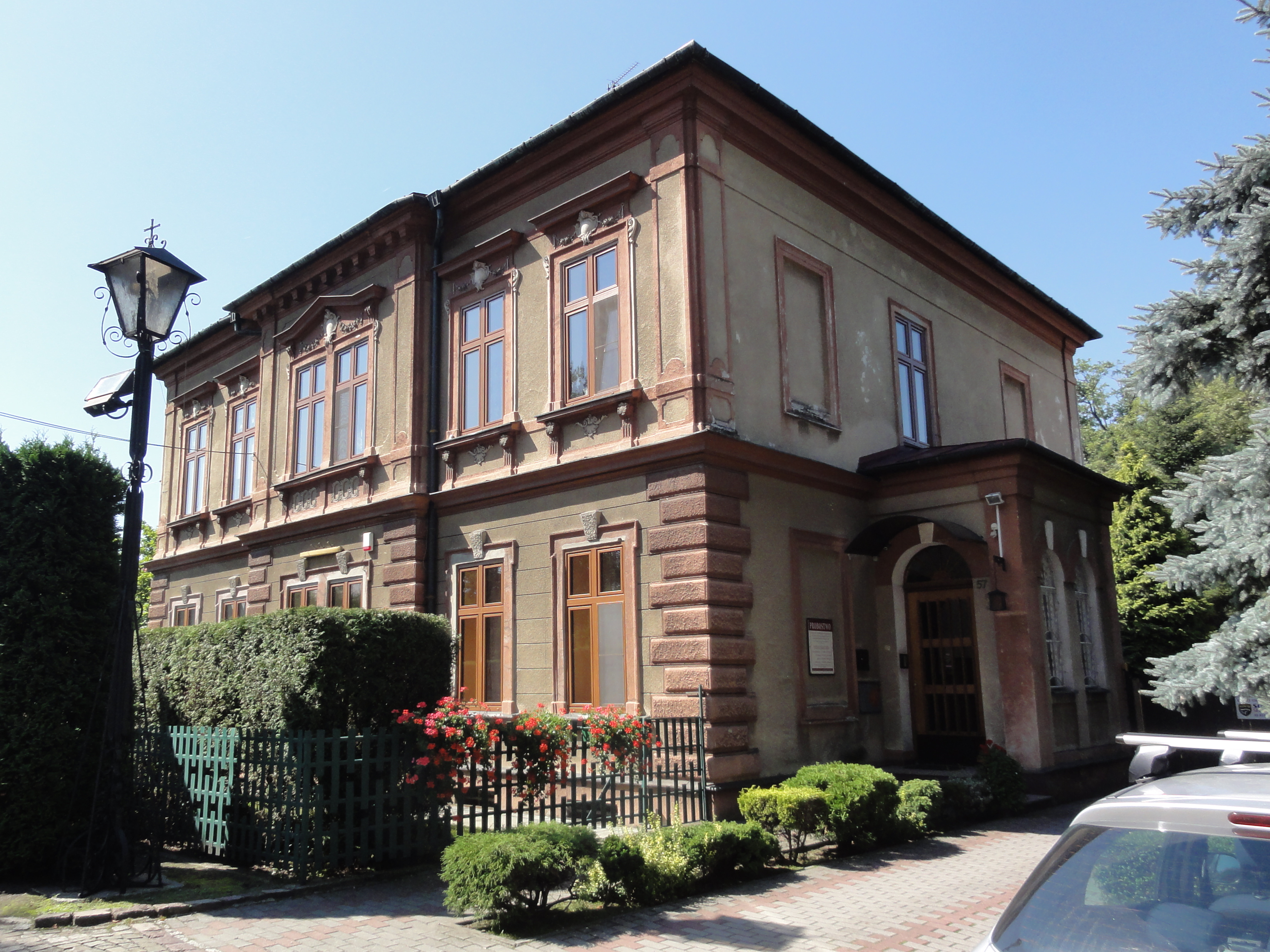
Probostwo w Dziedzicach

Zmarł w wyniku ran, odniesionych podczas napadu rabunkowego na jego probostwo w Dziedzicach.